# Jörg Sohst
Jörg Sohst (* 15. Dezember 1946 in Hannover) ist ein Brigadegeneral außer Dienst der Luftwaffe der Bundeswehr und Kommunalpolitiker (CDU).

## Leben
Sohst absolvierte von 1979 bis 1981 den 24. Generalstabslehrgang Luftwaffe an der Führungsakademie der Bundeswehr in Hamburg, wo er zum Offizier im Generalstabsdienst ausgebildet wurde. 
Von 2002 bis 2004 war er stellvertretender Divisionskommandeur der 1. Luftwaffendivision. Er war als Stellvertretender Amtschef, General Weiterentwicklung Streitkräftebasis und Leiter Fachabteilungen im Streitkräfteamt tätig, bis er am 1. April 2007 in Pension ging.
Sohst ist Kommunalpolitiker im Landkreis Lüneburg und Vorsitzender des CDU-Ortsverbandes Bleckede.
Sohst ist verheiratet und hat zwei Töchter.